# Bryum klinggraeffii
Bryum klinggraeffii là một loài Rêu trong họ Bryaceae. Loài này được Schimp. mô tả khoa học đầu tiên năm 1858.